# Jindřich Fügner
Jindřich Fügner (Praga, 12 settembre 1822 – Praga, 15 novembre 1865) è stato un patriota ceco.
Uomo d'affari ceco nato in una famiglia di origine tedesca il suo nome era Heindrich che successivamente volle modificare nella forma slava Jindřich. In seguito all'incontro con Miroslav Tyrš nei circoli nazionalisti cechi i due fondarono il movimento Sokol. Tyrš assunse la direzione del movimento, mentre Fügner fece da mecenate. In particolare a Fügner si deve l'acquisto della prima palestra Sokol (in ceco: sokolovna) sulla via Žitná a Praga.